# Cophixalus bewaniensis
Espèce
Statut de conservation UICN

 DD  : Données insuffisantes
Cophixalus bewaniensis est une espèce d'amphibiens de la famille des Microhylidae.

## Répartition
Cette espèce est endémique du Nord de la province de Sandaun en Papouasie-Nouvelle-Guinée. Elle n'est connue que dans sa localité type située dans les monts Bewani à environ 950 m d'altitude,.

## Étymologie
Son nom d'espèce, composé de bewani et du suffixe latin -ensis, « qui vit dans, qui habite », lui a été donné en référence au lieu de sa découverte, les monts Bewani.

## Publication originale
- Kraus & Allison, 2000 : Two new species of Cophixalus from New Guinea. Journal of Herpetology, vol. 34, no 4, p. 535-541.